# The Price Is Right
The Price Is Right (в переводе с англ. — «Цена правильная», другой вариант перевода — «Цена вопроса») — американское телевизионное телеигра, в котором участники соревнуются, угадывая цены на товары, чтобы выиграть деньги и призы. В 1972 году Марк Гудсон и Билл Тодман возродили одноимённую передачу 1956—1965 годов, добавив в новую версию множество новых игровых элементов. Участников выбирают из аудитории студии. Когда диктор называет их имя, они произносят знаменитую фразу шоу: «Come on down!» (в переводе с англ. — «Спускайтесь!»).
Премьера программы состоялась 4 сентября 1972 года на канале CBS. С момента премьеры и до ухода в отставку в июне 2007 года программу вёл Боб Баркер, самый продолжительный ведущий программы. Вести шоу ему помогали соведущие, в разное время это были Джонни Олсон (1972—1986, именно он стал первым использовать фразу «Come on down!»), Род Родди (1986–2003) и Рич Филдс (2004–2010). После ухода Баркера его место занял Дрю Кэри. В апреле 2011 года новым соведущим стал Джордж Грей (2011—н. в.). В шоу принимали участие несколько моделей, в частности, Анитра Форд, Дженис Пеннингтон, Дайан Паркинсон, Холли Халлстром, Кэтлин Брэдли и Рэйчел Рейнольдс.
С момента появления в эфир вышло 53 сезона и 10 000 эпизодов The Price Is Right. Это самое продолжительное игровое шоу в США и один из самых продолжительных сетевых сериалов в истории американского телевидения. Премьера 53-го сезона состоялась 23 сентября 2024 года с дневным и прайм-тайм эпизодами, а 10 000-й эпизод вышел в эфир 26 февраля 2025 года.
2 марта 2022 года было объявлено, что шоу The Price Is Right будет включено в Зал славы телерадиовещания NAB. Ведущий Дрю Кэри и исполнительный продюсер Эвелин Уорфел приняли награду на церемонии вручения премии The Achievement in Broadcasting Awards на главной сцене NAB Show в Лас-Вегасе 24 апреля 2022 года.
8 января 2025 года было объявлено, что шоу The Price Is Right приостанавливает производство из-за лесных пожаров в Южной Калифорнии, где расположена студия Haven Studios, где проходили съёмки шоу.